# Halalaimus stammeri
Halalaimus stammeri is een rondwormensoort uit de familie van de Oxystominidae.